# Asus P5K
Asus P5K — серия материнских плат, разработанных компанией Asus на чипсете Intel P35.

## P5K Deluxe WiFi-AP
P5K Deluxe WiFi-AP от более дорогой серии P5K3 отличается поддержкой только памяти DDR II и менее сложной системой охлаждения. Плата Asus P5K Deluxe WiFi-AP оснащается южным мостом ICH9R, который поддерживает шесть портов SATA-300 и режимы RAID. Дополнительный контроллер фирмы JMicron поддерживает два порта eSATA и один порт PATA-133. Слоты для графических плат работают по схеме «PCI Express x16 + PCI Express x4», имеются три слота PCI и два слота PCI Express x1. Контроллер доступа к беспроводной сети WiFi выполнен в виде отдельной дочерней платы и оснащён внешней антенной. Плата имеет два сетевых 1-гигабитных порта.

## P5K-E WiFi-AP
P5K-E WiFi-AP занимает промежуточное положение между P5K Deluxe и P5K. У неё более простая система охлаждения — радиатор на «верхней» части силовых транзисторов отсутствует. Основные функциональные возможности такие же, как у P5K Deluxe, отсутствует второй гигабитный контроллер. Поддержка двух портов FireWire (IEEE 1394) реализована силами контроллера Agere, в то время как Asus P5K оснащается контроллером VIA VT6308P. Обе платы поддерживают 10 портов USB 2.0, шесть из которых выведены на заднюю панель.

## P5K
- Intel LGA775
- чипсет Intel P35
- ОЗУ DDR2 SDRAM 1066/800/667 МГц с возможностью работы в двухканальном режиме
- Тепловая трубка
- 2 x IEEE 1394
- 12 x USB 2.0
- высококачественные полимерные конденсаторы
- PCI x3 / PCI-e(x16) x2(x16+x4) / PCI-e 1.1 x1
- IDE (PATA) x1 / SATA x4